# Ajjenahalli, Belur
Ajjenahalli là một làng thuộc tehsil Belur, huyện Hassan, bang Karnataka, Ấn Độ.